# La sonnambula
La sonnambula é uma ópera em dois atos de Vincenzo Bellini com libreto de Felice Romani. É considerada, juntamente com I puritani e Norma, uma das três obras-primas do compositor catanês[carece de fontes?].

## Origens
Bellini compôs La sonnambula em somente dois meses, enquanto passava uma temporada em Moltrasio, na mansão ("villa") dos Condes Lucini Passalacqua, vizinho à casa de Giuditta Turina, uma jovem senhora com quem mantinha uma relação sentimental.
A ópera estreou no Teatro Carcano de Milão em 6 de março de 1831: aquela noite - dedicada ao musicista Francesco Pollini, amigo de Bellini - foi complementada com o balé Il furore di Amore.
Desde a primeira apresentação, a obra obteve grande sucesso. Nos meses e anos seguintes foi reprisada nos principais teatros italianos e estrangeiros. Além de Nova York e Paris, a ópera foi levada à cena no teatro Drury Lane de Londres (1835), com Maria Malibran no papel da protagonista, ainda que em versão modificada e parcialmente traduzida ao inglês.
O libreto foi extraído da "La Somnambule ou L'arrivée d'un nouveau seigneur", um balé-pantomima de Eugène Scribe e Pierre Aumer (1827), e da "La Somnambule", comédia "vaudeville" do mesmo Scribe e Germain Delavigne (1819).
No primeiro momento, o duque Litta di Milano tinha comissionado a Bellini uma ópera baseada em Hernani, de Victor Hugo, (que em seguida foi musicada por Verdi).
A oposição da censura austríaca forçou o músico a abandonar o projeto originário e a escolher, por sugestão de Romani, um tema mais inocente, de caráter pastoral e idílico. Parte da música já composta para Hernani foi porém reciclada em Sonnambula e, sucessivamente, em Norma.
Com a participação do próprio Bellini, Romani aportou numerosas modificações ao texto de Scribe. Em particular, ao libreto já terminado, Bellini eliminou a explicação conclusiva, em que o Conde Rodolfo se revelava ser o pai natural de Amina.

## Personagens
- Conde Rodolfo  → baixo
- Teresa, moleira  → mezzo-soprano
- Amina, sua filha adotiva  → soprano
- Elvino, rico agricultor → tenor
- Lisa, hospedeira   → soprano
- Alessio  → baixo
- Um notário → tenor
- Aldeões (coro)

| Personagem    | Registro vocal | Intérprete               |
| ------------- | -------------- | ------------------------ |
| Amina         | soprano        | Giuditta Pasta           |
| Elvino        | tenor          | Giovanni Battista Rubini |
| Conde Rodolfo | baixo          | Luciano Mariani          |
| Lisa          | soprano        | Elisa Taccani            |
| Teresa        | mezzo-soprano  | Felicità Baillou-Hilaret |
| Alessio       | baixo          | Lorenzo Biondi           |
| Um notário    | tenor          | Antonio Crippa           |

## Características musicais
O tema do suave e contrastado amor entre Amina e Elvino ofereceu a Bellini a inspiração para exaltar sua veia lírica: a típica extensão do arco melódico se conjuga aqui, coerentemente com o tema, com um andamento lânguido e divagante, enquanto a orquestra se limita a acompanhar a voz com admirável simplicidade. A ópera culmina em uma das mais sublimes árias para soprano: a célebre          Ah, non credea mirarti, que a protagonista canta em estado de sonambulismo.

## Enredo
A ação desenvolve-se em uma aldeia dos Alpes suíços. Época não definida.

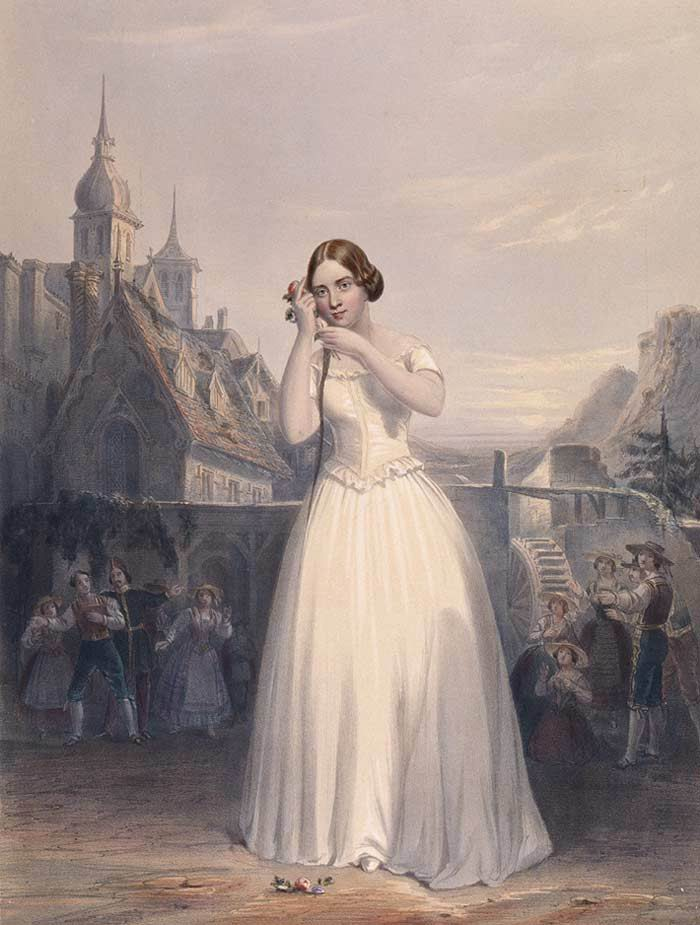
Jenny Lind, cantora sueca, em La Sonnambula.

## Ato I
Primeira cena: na aldeia. No fundo do cenário eleva-se o moinho de Teresa: um caudal d'água faz girar a roda.
Festeja-se a boda de Elvino e Amina, uma órfã criada pela moleira Teresa. A única descontente é Lisa, a proprietária da estalagem do local, também ela enamorada do jovem e rico agricultor, ao mesmo tempo em que rejeita os avanços amorosos de Alessio, outro jovem da aldeia.
Chega à aldeia um nobre, que demonstra conhecer bastante bem aqueles lugares, mas que não é reconhecido por ninguém da aldeia. Trata-se do Conde Rodolfo, filho do falecido senhor do castelo. O nobre, que se instala na hospedaria de Lisa, dirige alguns cumprimentos a Amina, dizendo-lhe que a face dela lhe recorda alguém que havia conhecido há muitos anos. Antes de saudá-lo, os aldeões o advertem que o lugarejo é assombrado pela sinistra presença de um fantasma, mas o culto senhor atribui aquela informação à simplória superstição local. Os elogios do Conde despertaram, entretanto, os ciúmes de Elvino que, ao ficar sozinho com ela, repreende a futura esposa.
Segunda cena: Um quarto da hospedaria. Na frente, uma janela; de um lado, a porta de entrada, de outro, um pequeno escritório, com um sofá e uma mesinha. Em seus aposentos, o Conde Rodolfo decide cortejar Lisa. Quando ouve passos, a hospedeira foge precipitadamente, mas antes reconhece Amina, que em estado de sonambulismo está se aproximando do quarto do Conde. A sonâmbula dirige-se afetuosamente ao nobre, invocando o nome do futuro esposo, descrevendo entusiasmada a próxima cerimônia de suas bodas e, por fim, pedindo-lhe que a abrace. Rodolfo não sabe o que fazer: aproveitar-se da situação, acordar a sonâmbula? Resolve abandonar o quarto, no exato momento em que um grupo de aldeões chega à hospedaria para saudar o Conde, de quem descobriram finalmente a identidade e surpreendem a jovem Amina recostada no sofá. O desconcerto é geral. Elvino, revoltado, rompe o noivado, enquanto a donzela, estarrecida, inconsciente do que aconteceu, não consegue encontrar palavras para justificar-se.

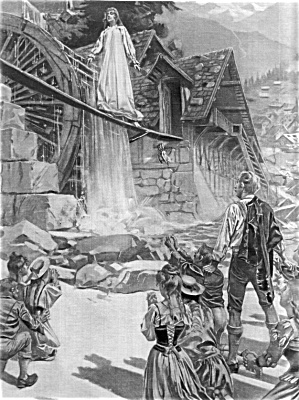
Cena final do Ato II: a caminhada da sonâmbula.

## Ato II
Primeira cena: Pequena floresta entre a aldeia e o castelo.
Enquanto um grupo de aldeões se reúne com o Conde para convencê-lo a tomar sua defesa, Amina busca consolo no afeto de sua mãe. Amina enfrenta Elvino que, perturbado pelo eventos, recorda a ela como o havia tornado o mais infeliz dos homens e lhe toma o anel de compromisso.
Segunda cena: na aldeia, como no Ato I, no fundo do cenário eleva-se o moinho de Teresa: um caudal d'água faz girar a roda.
Em vão tenta o Conde Rodolfo explicar aos aldeões do que se trata o sonambulismo e fazer Elvino recuar de sua posição. O jovem, por vingança, já decidiu de tomar compromisso com a dona da hospedaria, Lisa. A aldeia está, portanto, novamente em festa diante da perspectiva de outra possível cerimônia nupcial, mas quando Lisa e Elvino passam diante do moinho de Teresa, esta acusa Lisa de haver cometido o mesmo crime de Amina, e apresenta como prova o lenço pertencente a Lisa e encontrado no quarto do Conde Rodolfo. Elvino sente-se pela segunda vez traído, quando — para surpresa geral — vê-se Amina a caminhar em estado de sonambulismo sobre armação do telhado da casa. É a prova de que o Conde Rodolfo tinha razão. Contemplando a flor murcha que Elvino lhe havia dado apenas no dia anterior, a sonâmbula canta seu amor infeliz  ("Ah! non credea mirarti"), escutada por todos, e é quando ela pode finalmente reabraçar seu amado Elvino. A aldeia, novamente em festa, prepara-se para as tão esperadas bodas.

## Números musicais
Ato I
- 1 Introdução (Coro, Lisa, Alessio)
  - Coro de introdução Viva Amina!
  - Cavatina de Lisa Tutto è gioia, tutto è festa
  - Resumo da introdução In Elvezia non v'ha rosa
- 2 cena e cavatina di Amina Come per me sereno
- 3 cena e dueto Prendi, l'anel ti dono (Elvino, Amina, Coro)
- 4 cena e cavatina de Rodolfo Vi ravviso, o luoghi ameni
- 5 cena e coro A fosco cielo, a notte bruna
- 6 cena e dueto Son geloso del zefiro errante (Elvino, Amina)
- 7 cena e finale
  - cena Davvero, non mi dispiace d'essermi qui fermato (Rodolfo, Lisa)
  - cena e dueto Oh, come lieto è il popolo (Rodolfo, Amina)
  - Coro Osservate. L'uscio è aperto
  - Quinteto D'un pensiero e d'un accento (Elvino, Amina, Teresa, Lisa, Alessio, Coro)

Ato II
- 8 Coro de Introdução Qui la selva è più folta ed ombrosa
- 9 cena e ária de Elvino Tutto è sciolto (Amina, Teresa, Elvino, Coro)
- 10 cena e ária de Lisa De' lieti auguri
- 11 cena e quarteto Signor Conte, agli occhi miei (Elvino, Rodolfo, Lisa, Teresa, Coro)
- 12 cena e ária final de Amina Ah, non credea mirarti

## Composição da orquestra
A partitura prevê a utilização de:
- 2 flautas, (Ato II. também "piccolo"), 2 oboés, 2 clarinetes, 2 fagotes
- 4 cornos, 2 trombas, 3 trombones
- tímpanos, grande tambor, pratos, triângulo
- órgão, harpa
- arcos.

Para soar fora do palco:
- 2 tambores, 4 cornos